# 乐音
震动发音有明显规则的，能分辨出明显音高并能进行模仿的声音就是乐音。如乐器演奏的声音和广播中的音乐都是乐音。乐音的泛音列是有规律的。
某些噪音在通过采样和处理之后，也能成为乐音。